# Julius Maada Bio
Julius Maada Bio (sinh ngày 12 tháng 5 năm 1964) là một chính trị gia Sierra Leone, và là tổng thống thứ 5 và hiện tại của Sierra Leone kể từ ngày 4 tháng 4 năm 2018. Ông là một chuẩn tướng đã nghỉ hưu trong Quân đội Sierra Leone và ông là người đứng đầu quân đội Sierra Leone từ ngày 16 tháng 1 năm 1996 đến ngày 29 tháng 3 năm 1996 dưới chính phủ quân sự của Ủy ban điều hành lâm thời quốc gia (NPRC). Bio là ứng cử viên tổng thống của đảng đối lập chính của Sierra Leone. Ông đã đánh bại Samura Kamara của Đảng Hội nghị Toàn dân trong cuộc bỏ phiếu bầu cử tổng thống Sierra Leone năm 2018 với 51,8% số phiếu so với Kamara 48,2% trong vòng nhì.. Các nhà quan sát quốc tế và địa phương tuyên bố cuộc bầu cử tự do, công bằng và đáng tin cậy.
Bio thay thế Ernest Bai Koroma làm tổng thống, mà không thể ra tranh cử lần nữa theo hiến pháp vì đã làm tổng thống 2 nhiệm kỳ 5 năm.
Trong tháng đầu tiên làm tổng thống và như đã hứa trong cuộc bầu cử, Bio ban hành một một sắc lệnh hành pháp cung cấp giáo dục miễn phí cho các học sinh tiểu học và trung học trong các trường công trên khắp Sierra Leone. Bio cũng đã loại bỏ phí đăng ký cho sinh viên tại các trường đại học công khắp mọi nơi ở Sierra Leone. Bio gần đây đã hủy bỏ hợp đồng cho vay trị giá bốn trăm triệu đô la của Trung Quốc với tổng thống Sierra Leone trước đây Ernest Bai Koroma để xây dựng một sân bay quốc tế mới tại Sierra Leone.
Theo lệnh của Bio, Bộ Tư pháp Sierra Leone đã thành lập một ban thẩm phán do một thẩm phán quốc tế dẫn đầu điều tra nhiều cáo buộc về tài chính chống lại chính phủ trước của Ernest Bai Koroma và cáo buộc tham nhũng tài chính chống lại Ernest Bai Koroma. Cho đến nay cựu Phó Tổng thống Sierra Leone Victor Bockarie For và cựu Bộ trưởng Hầm mỏ Minkailu Mansaray đều bị đưa ra tòa về tội tham nhũng tài chính. Họ hiện đang bị xét xử tại tòa án.
Bio là ứng viên tổng thống SLPP trong cuộc bầu cử tổng thống năm 2012, nhưng ông chỉ nhận được 37% số phiếu bị đánh bại bởi tổng thống đương nhiệm Ernest Bai Koroma, người đã giành được 58% số phiếu.
Là Phó quân trưởng quân đội, Bio dẫn đầu cuộc đảo chính quân sự vào năm 1996 đã lật đổ Quân đội trưởng, Đại úy Valentine Strasser của chính quyền quân sự Hội đồng điều hành lâm thời Quốc gia. Bio hứa sẽ trả lại Sierra Leone cho một chính phủ dân sự được bầu dân chủ; và ông thực sự giữ lời hứa của mình khi ông giao quyền lực cho Ahmad Tejan Kabbah của Đảng Nhân dân Sierra Leone, sau chiến thắng của Kabbah trong cuộc bầu cử tổng thống năm 1996 ở Sierra Leone.
Khi về hưu từ năm 1996, Bio chuyển đến Hoa Kỳ, nơi ông được chính phủ Hoa Kỳ cho tị nạn chính tri, và ông không trở lại Sierra Leone cho đến năm 2005 khi đó Chủ tịch của Sierra Leone, Ahmad Tejan Kabbah, đảm bảo an toàn và an ninh cho ông.
Bio có bằng thạc sĩ về quan hệ quốc tế từ American University ở Washington, DC. Bio cũng tốt nghiệp từ trường võ bị có thanh thế Benguema của Sierra Leone.
Bio xuất thân từ Bonthe tại một tỉnh ở phía nam Sierra Leone. Bio theo đạo Công giáo, mặc dù vợ ông Fatima Bio theo đạo hồi.
Ngày 22 tháng 6 năm 2025, Julius Maada Bio được bầu làm chủ tịch Cộng đồng Kinh tế Tây Phi (ECOWAS) tại hội nghị thượng đỉnh thường kỳ của các nguyên thủ quốc gia được tổ chức tại Abuja, Nigeria.